# Gare de Noyelle-Vion
Ne doit pas être confondu avec Gare de Noyelles-sur-Mer.
La gare de Noyelle-Vion, dite aussi station,  est une halte ferroviaire, fermée, de la ligne de chemin de fer secondaire, à voie métrique, de Lens à Frévent de la compagnie des Chemins de fer économiques du Nord (CEN). Elle est située sur le territoire de la commune de Noyelle-Vion, dans le département du Pas-de-Calais, en région Hauts-de-France.
La halte, qui dispose d'un bâtiment voyageurs de type gare, est mise en service comme la ligne en 1895 et est également fermée comme la ligne en 1948. La desserte des communes est alors organisée par  des transports en commun routiers.

## Situation ferroviaire
Établie à 32 mètres d'altitude, la halte de Noyelle-Vion est située au point kilométrique (PK) 21,07 de la ligne de Lens à Frévent, entre la halte d'Izel-les-Hameaux et la gare d'Avesnes-le-Comte (cette situation est celle de la ligne en 1914 avant les conséquences de la Première Guerre mondiale).

## Patrimoine ferroviaire
La gare désaffectée a été transformée en logement.